# 小林秀一 (ボクサー)
小林 秀一（こばやし しゅういち、1974年1月26日 - ）は、日本の元プロボクサー・元日本ウェルター級王者である。
東京都文京区出身。現役時代はレパード玉熊ボクシングジム所属。現在は豆腐製造販売業を経営。全国商工団体連合会（全商連）青年部協議会副議長。東京商工団体連合会（東商連）青年協議会元議長。

## 来歴
高校時代に見たレパード玉熊の試合に影響されるも、一浪の後に進学した東京工業大学ではボート部に所属し主将を務める。東京工業大学理学部地球惑星科学科卒業後は、家族が営む豆腐製造販売業を継ぐこととなっていたが、レパードがジムを開業していることを知り、家業の修行をしつつボクシングを始めた。
1998年9月30日、プロデビューで4R判定勝ち。
1999年12月18日、2戦目に負けるがその後4連勝で全日本ウェルター級新人王決定戦に東日本新人王として挑戦。西日本新人王の林真志を6R判定で下し全日本新人王となった。
2000年9月1日、日高和彦との対戦で6R判定で敗れ、2敗目を喫した。
2003年3月10日、その後6連勝で日本ウェルター級王者永瀬輝男に挑戦。10R判定で勝利で獲得。ジムにとっても初のタイトルとなった。試合後、右目網膜裂孔が判明し、半年の防衛期限までに試合が行えず、暫定王座が設けられ前田宏行が暫定王座を獲得した。
2004年4月17日、暫定王者前田宏行と王座統一戦で対戦し、10R判定負けで王座から陥落した。
その後、白内障が判明し目の手術を行いボクシングを続けようとするも、2006年10月2日に引退セレモニーを行い引退。
引退後は青木ボクシングジムでトレーナーも務める他に、日本共産党機関紙『しんぶん赤旗』の読者相談の回答者や豆腐料理などの文筆活動の他、豆腐製造販売業の経営者として全国商工団体連合会などの中小業者運動に関わったり、原水協系の反核運動、九条の会、新日本スポーツ連盟などの運動にも関わるなどの活動を行っている。

## 人物
小学生の頃から天体に興味を持ち、天体学者を目指していた時期があり、現在も天体観測を趣味としていて、経営する豆腐店の屋上で観測会を行う。
「タモリ倶楽部」に出演した際、「東工大卒で元プロボクサーの異色の豆腐屋さん」と紹介された。その時の企画（各豆腐製造業の人物がオリジナルの冷奴を紹介する）では刻みニンニク、カシューナッツ、紅ショウガを乗せた冷奴「スタミナッツ豆腐」を披露。小林はニンニクを前面に推し出したが、試食したタモリなどからは「ニンニクが邪魔」と不評であった。
なお、自身が手がける豆腐商品は付近にある高級ホテル「ホテル椿山荘東京」の日本料理店にも納入している。
また、天体観測会における子どもたちとの交流をきっかけとして昨今の子どもたちを取り巻く環境に問題意識を持つに至り、豆腐製造過程で出されるおからを無償提供する形でいわゆる「子ども食堂」を支援している。

## 家族
妻は自身の豆腐店取材に訪れた際に知り合った編集者・ライターの工藤玲子。2019年から小林れい子の名で文京区議会議員をしている。

## 獲得タイトル
- 第41代日本ウェルター級王座

## 著書
- 『「とうふ大好き！」レシピ110 元気の素を手軽においしく』（池上保子・池上正子と共著、新日本出版社、2007年11月）ISBN 978-4-406-05078-4